# Make Them Suffer
Make Them Suffer è un gruppo metalcore australiano originario di Perth.

## Storia
Il gruppo pubblicò autonomamente il primo EP, Lord of Woe, il 27 settembre 2010.
Nel febbraio 2012 il gruppo firmò un contratto con la Roadrunner Records e nel maggio dello stesso anno venne pubblicato l'album di debutto Neverbloom.
Il 12 maggio 2014 venne pubblicato il singolo Let Me In; il 29 maggio 2015 il gruppo pubblica Old Souls, il secondo album in studio.
Nel gennaio 2016 vennero messi sotto contratto dalla Rise Records per la distribuzione internazionale.
Il 7 giugno 2017 venne pubblicato Fireworks, il primo singolo estratto dal terzo album in studio Worlds Apart, pubblicato dalla Rise Records il 28 luglio 2017.
Il 9 giugno, il gruppo annuncia l'uscita dalla formazione di Chris Arias-Real, Lachlan Monty e Louisa Burton, rimpiazzati da Jaya Jeffery e Booka Nile.
Il 20 marzo 2020 viene pubblicato Erase Me, il primo singolo estratto dal quarto album in studio How To Survive a Funeral, la cui uscita è prevista per il 5 giugno 2020 sotto l'ala della Rise Records.

## Formazione
Attuale
- Sean Harmanis – scream (2008–presente)
- Nick McLernon – chitarra (2008–presente)
- Tim Madden – batteria (2008–presente)
- Jaya Jeffery – basso (2016–presente)
- Booka Nile – tastiere, pianoforte, voce (2017–presente)

Ex componenti
- Richard West – chitarra (2008)
- Cody Brooks – chitarra, cori (2008–2011)
- Heather Menaglio – tastiere, sintetizzatore (2008–2011)
- Craig Buckingham – chitarra (2011–2013)
- Chris Arias-Real – basso (2008–2016)
- Lachlan Monty – chitarra (2013–2016)
- Louisa Burton – tastiere, pianoforte, voce (2011–2017)

## Discografia

### Album in studio
- 2012 – Neverbloom
- 2015 – Old Souls
- 2017 – Worlds Apart
- 2020 - How To Survive A Funeral

### EP
- 2010 – Lord of Woe

### Demo
- 2009 – Make Them Suffer

### Singoli
- 2012 – Weeping Wastelands
- 2012 – Neverbloom
- 2012 – Widower
- 2012 – Elegies
- 2012 – Let Me In
- 2012 – Requiem
- 2012 – Blood Moon
- 2012 – Threads
- 2012 – Ether
- 2012 – Fireworks
- 2017 – Worlds Apart
- 2018 - 27
- 2019 - Hollowed Heart
- 2020 - Erase Me